# Drapeau Deaflympics
Le drapeau Deaflympics est le symbole des Deaflympics, consistant en un drapeau composé de quatre signes « OK » formés par des mains de couleurs différentes (bleu, rouge, jaune et vert), entrelacés sur un fond blanc, afin de représenter l'universalité de l'olympisme sourd.

## Histoire
Le coureur cycliste américain Ralph Fernandez, a conçu ce drapeau en 2003.
Le créateur du drapeau crée ce symbole en liant de quatre éléments : la langue des signes, l'unité, la continuité et la culture sourde avec quatre confédérations régionales.

## Interprétation
Les quatre mains « OK »  entrelacées représentent les quatre continents unis par l’olympisme, et les quatre couleurs représentent toutes les nations. Ainsi ce drapeau est le symbole de l’universalité de l’esprit olympique pour les sourds. Les quatre couleurs rouge, bleu, jaune et vert représentent les quatre confédérations régionales : la Confédération Asie-Pacifique des sourds, l'Organisation européenne des sports des sourds, l'Organisation sportive panaméricaine des sourds et la Confédération africaine des sports.
Le signe de la main pour « OK » et « bien » (doigt pointe de l'index à bout du pouce, les bandes représentent respectivement le majeur, l'annulaire et l'auriculaire) est stylisé et les quatre mains se chevauchent les unes les autres dans un cercle. Celui-ci représente l'« union » et le caractère original de « Deaflympics ». Le centre du logo représente aussi l'iris de l'œil. Les personnes sourdes se définissent en effet comme des personnes visuelles, elles utilisent leurs yeux pour communiquer.
Les quatre couleurs représentent également la Terre : le bleu pour le ciel, le vert pour l'herbe, le jaune pour le lever du soleil et le rouge pour le coucher du soleil.